# باتريشيا كينيدي لوفورد
باتريشيا كينيدي لوفورد (بالإنجليزية: Patricia Kennedy Lawford) (و. 1924 – 2006 م) هي نجمة اجتماعية من الولايات المتحدة الأمريكية.

## روابط خارجية
- باتريشيا كينيدي لوفورد على موقع IMDb (الإنجليزية)
- باتريشيا كينيدي لوفورد على موقع إن إن دي بي (الإنجليزية)